# Trądzik różowaty
Trądzik różowaty (łac. rosacea, acne rosacea) – przewlekłe i zapalne schorzenie skóry (dermatoza) dotyczące osób w wieku dojrzałym, które polega na
występowaniu wykwitów rumieniowych, grudkowych i krostkowych. Rozwijają się one głównie na podłożu łojotoku oraz zaburzeń naczyniowych. Trądzik różowaty jest chorobą skóry przebiegającą z naprzemiennymi okresami zaostrzenia i wyciszenia się objawów.

## Epidemiologia
Trądzik różowaty diagnozuje się u osób dorosłych – głównie u kobiet po 40 roku życia. Chociaż schorzenie częściej występuje u kobiet, to ciężkie postacie,
z przerostem o charakterze rinophyma, dotyczą głównie mężczyzn. U kobiet postać przerostową opisuje się tylko kazuistycznie. W populacji kobiet zmiany rumieniowo-grudkowo-krostkowe w przebiegu acne rosacea ujawniają się często na tle hormonalnym. Stąd wzmożona zapadalność na trądzik różowaty u kobiet przypada na okres ciąży, przekwitania, a także w trakcie owulacji i menstruacji. Szczyt zachorowań przypada na 30-60 rok życia. Pierwsze symptomy choroby mogą pojawić się przed 25 rokiem życia, ale sam trądzik dopiero po pokwitaniu. Ryzyko zachorowania podnosi zdiagnozowane łojotokowe zapalenie skóry oraz przebyty ostry trądzik młodzieńczy. Zapadalność na trądzik różowaty ocenia się na 1-10% populacji, jest ona zwiększona u osób z I i II fototypem skóry. Skandynawia i Irlandia są obszarami zwiększonej zapadalności.

## Etiopatogeneza
Etiopatogeneza jest wieloczynnikowa i nadal jest nie w pełni wyjaśniona. Składają się na nią czynniki genetyczne (z informacji genetycznej wynika budowa naczyń, uwarunkowania odpornościowe czy hormonalne) i środowiskowe (maści i kremy steroidowe, gwałtowne zmiany temperatur, uszkodzenia mechaniczne, alkohol, niezdrowa dieta, stres). W powstawaniu zmian największą rolę przypisuje się zjawiskom immunologicznym (autoimmunologiczny charakter choroby) i zaburzeniom naczynioruchowym (trądzik różowaty określa się jako „nerwicę małych naczyń skóry”). Przyczyną trądziku różowatego mogą być również zaburzenia ze strony przewodu pokarmowego (głównie niedokwasota i nieżyt żołądka) oraz zaburzenia wewnątrzwydzielnicze. Wykazano również związek między wystąpieniem schorzenia a zakażeniami skórnymi (Demodex foliculorum wywołującym stan zapalny wokół mieszka włosowego oraz Helicobacter pylori nasilającym wykwity skórne).

## Obraz kliniczny
W przebiegu trądziku różowatego wyróżnia się zmiany:
- rumieniowe - początkowy etap choroby charakteryzujący się występowaniem przemijającego zaczerwienienia twarzy;
- grudkowe i krostkowe - najbardziej zróżnicowany morfologicznie okres choroby, w którym występuje przetrwały rumień, okresowo pojawiają się zmiany grudkowe i krostkowe oraz mogą powstawać teleangiektazje;
- przerostowe - zaawansowane stadium schorzenia, gdzie w obrazie klinicznym dominują zmiany w postaci przerosłych gruczołów łojowych – zapalne guzy i nacieki[6].

Objawom głównym może towarzyszyć świąd i pieczenie skóry. Trądzik różowaty najczęściej zajmuje centralne części twarzy – czoło, nos, policzki i brodę. W niektórych przypadkach zmiany umiejscawiają się na dekolcie i plecach, skórze głowy oraz w okolicach zausznych, powikłaniem jest często zapalenie spojówek.

## Postacie

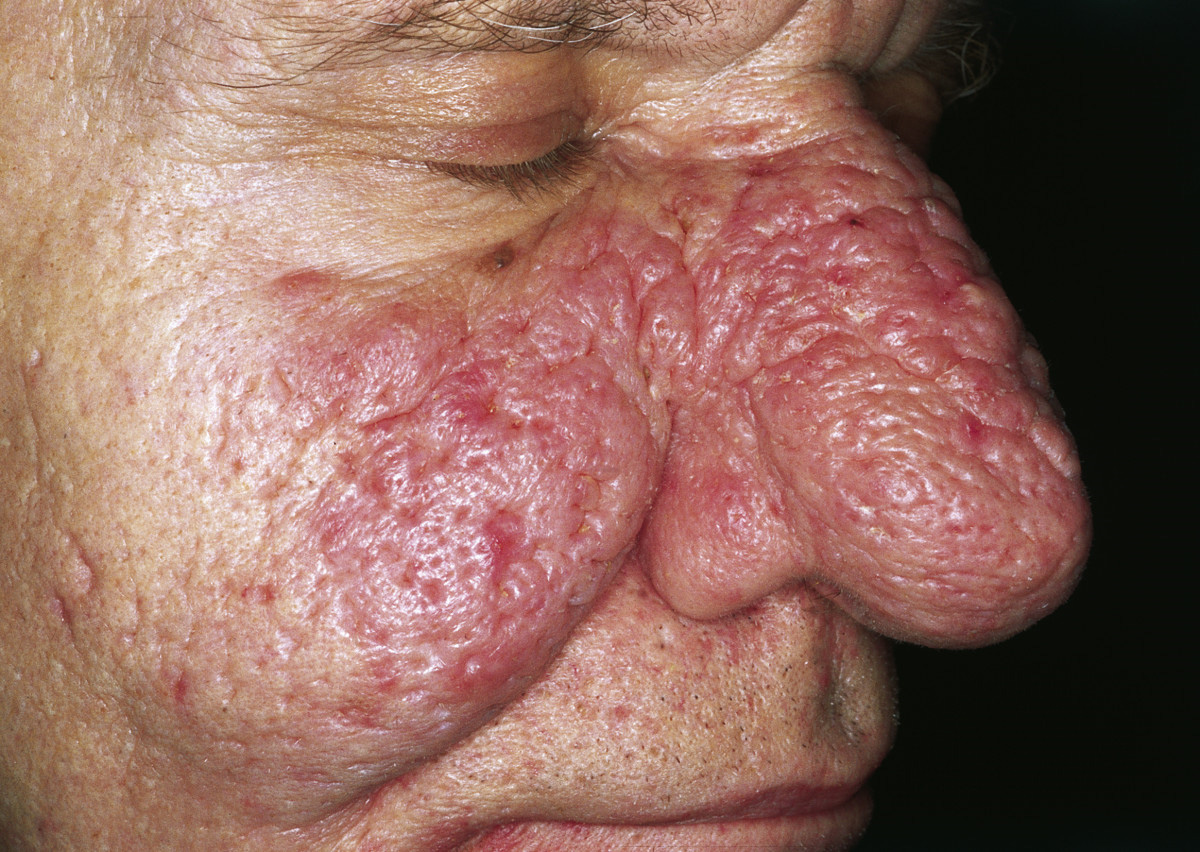
Trądzik różowaty

Standardowa klasyfikacja przyjęta przez National Rosacea Society wyróżnia pięć postaci trądziku różowatego:
- rumieniowa z teleangiektazjami;
- grudkowo-krostkowa;
- przerostowo-naciekowa;
- oczna;
- ziarniniakowa.

## Leczenie
W terapii trądziku różowatego dąży się do indywidualizacji leczenia i dostosowaniu go do rodzaju i zaawansowania zmian. W zależności od potrzeb stosuje się:
- zasady ogólne (unikanie fizycznych czynników prowokujących objawy oraz kortykosteroidów);
- leczenie miejscowe (preparaty z metronidazolem lub antybiotyki w postaci kremów i roztworów)[8];
- leczenie ogólnoustrojowe (antybiotyki – tetracykliny, doksycyklina, erytromycyna oraz retinoidy, metronidazol 250-500 mg/dzień przez kilka tygodni oraz witaminy: B2, B3, K i kwas askorbinowy)[4];
- leczenie operacyjne (stosowane przy rhinophyma – zejściowe stadium acne rosacea – przez ścinanie nożem elektrycznym, laser CO2)[4].